# Nynäshamns IF HC
Nynäshamns IF HC är ishockeysektionen i den 1917 grundade svenska idrottsföreningen Nynäshamns IF. Ishockeyn togs upp på föreningens program 1945. Då föreningen ombildades till alliansförening den 1 januari 1989 bildades Nynäshamns IF HC (Hockey Club). Nynäshamns IF har i ishockey spelat i Sveriges näst högsta division.
Klubben avancerade till division 1 genom kval säsongen 2008/2009. Kvalet vanns av Nynäshamn framför Vallentuna, Haninge, Lidingö och Skå.
I Nynäshamns IF HC ingår även Nynäshamns Konståkning som en egen sektion.
I division 1 D säsongen 2009/10 lyckades man över all förväntan och nådde en tredjeplats i höstens grundserie och avancerade till Allettan Mellan efter jul, och hade därmed med bred marginal säkrat förnyat division 1-kontrakt säsongen 2010/11. I Allettan deltar fyra av åtta lag i kvalspel uppåt mot HockeyAllsvenskan. Nynäshamn slutade på en sjätteplats. Säsongen 2011/2012 kom man sist i division 1D fortsättningsserie och valde att inte kvala utan gick ner en division. 

## Arenor
- Idrottsparken Rumba, invigd 18 januari 1946, naturisbana. Existerar ej längre.
- Estö IP, invigd 26 november 1967, konstisbana. Existerar ej längre.
- Folkets Hall, invigd 11 september 1983, ishall

## Säsonger i högre divisioner
Nynäshamn är ett lag som ofta varit på gränsen mellan andra och tredje ligan. Första gången Nynäshamn kvalade för Division II var 1950. Den gången lyckades man inte ta sig upp och det skulle ta till 1965 innan man lyckades nå Division II. Då åkte man ur direkt, men återkom till säsongen 1970/1971 och igen 1972/1973 samt 1973/1974. Inför säsongen 1975/76 gjordes en större serieomläggning och Nynäshamn lyckades kvalificera sig för nya Division I där man spelade tre säsonger de fyra kommande åren.
| Säsong    | Division            | Placering | Kval                                |
| --------- | ------------------- | --------- | ----------------------------------- |
| 1973/1974 | Division II Södra B |           |                                     |
| 1974/1975 | Division II Östra   | 7         |                                     |
| 1975/1976 | Division I Östra    | 10        |                                     |
| 1976/1977 | Division I Östra    | 12        | nerflyttade                         |
| 1977/1978 | Division II Östra C | 1         | 1:a i Östra kvalserien, uppflyttade |
| 1978/1979 | Division I Östra    | 10        | nerflyttade                         |

Nynäshamn återkom till Division 1 som nu var tredjeligan till säsongen 2009/2010. Där blev man kvar i tre säsonger innan man flyttades ner igen. Sedan dess har man blivit kvar i Hockeytvåan.
| Säsong    | Division    | Placering | Vårserie                  | Kval                           |
| --------- | ----------- | --------- | ------------------------- | ------------------------------ |
| 2009/2010 | Division 1D | 3         | 6:a i Allettan Mellan     |                                |
| 2010/2011 | Division 1D | 9         | 4:a i fortsättningsserien |                                |
| 2011/2012 | Division 1D | 6         | 6:a i fortsättningsserien | avstod kvalserien, nerflyttade |